# 左営軍区故事館
左営軍区故事館は、台湾高雄市左営区にある海軍左営基地内にある海軍関係の博物館である。

## 概要
2016年（民国105年）5月16日に開館した左営軍区故事館では、歴史的資料や写真などで海軍の栄光をたたえるほか、新型戦艦の模型などが展示されている。
主な展示内容
- 早期左営 ： 古代から明・清朝までの左営地域の歴史について、また左営旧城（鳳山県旧城）の成り立ちについてのパネル展示
- 乙未割台 ： 日本の台湾出兵（牡丹社事件）に始まり、日清戦争の結果結ばれた下関条約（馬関条約）で台湾が日本に割譲されるまでの歴史のパネル展示
- 日拠形貌 ： 1937年から1940年にかけて当時漁村であった左営に、約3,700万坪の左営軍港が整備され高雄警備府が置かれた。海兵団や第29航空戦隊、第6燃料廠、病院[3]、電力や水道などの都市インフラなどについての解説。また震洋隊が利用した格納壕についてのパネル展示もある。第二次大戦後に武装解除され中華民国に引き渡された帝国海軍艦雪風が、中華民国海軍旗艦の丹陽（DD-12）として就役していたときに用いられた船鐘の実物展示
- 烽火歳月 ： 第二次大戦末期に、アメリカ軍による高雄地区への空爆についてのパネル展示
- 美軍足跡 ： 1954年12月に結ばれた米華相互防衛条約による中華民国海軍の基盤整備への援助と、1979年の国交断絶によるアメリカ軍撤退までの歴史に関するパネル展示
- 光復重建 ： 日本撤退後、中華民国海軍が現在の体制を整えるまでの道のりを艦船模型やパネル展示
- 創新啟航 ： 現在保有の艦船等の装備や、将来保有を目指している装備の模型やパネル展示

そのほか、資陽（旧 USS Hawkins (DD-873)）の操舵室内部の展示や、左営基地と周辺の街のジオラマ展示、

## 見学情報
月曜休館。火曜から金曜09:00-12:00,14:00-17:00。土日09:00-17:00

## アクセス
- 台湾高速鉄道 左営駅・台鉄 新左営駅・高雄捷運 左営駅の西約2.6km。
- 新左営駅バス停よりバス245系統に乗車、または高雄捷運 世運駅よりバス39系統に乗車し、四海一家バス停で下車。